# Щириця загнута
Щириця загнута, щириця звичайна (Amaranthus retroflexus) — рослина з роду щириця.

## Морфологічна будова рослини
Стебло — пряме, розгалужене, запушене, висотою 20-150 см.
Листки — яйцювато-ромбічні або видовжено-ромбічні, чергові, на черешках.
Суцвіття — квітки зібрані в густе коротке волотеподібне суцвіття зеленого кольору. Приквітки з довгим кінцевим вістрям, довші за оцвітину.
Корінь — стрижневий, проникає у ґрунт на глибину 135—235, а в ширину на 75-130 см.
Плід — сочевицеподібна сім'янка.
Колір — блискучий, чорний.
Розмір — діаметр 1-1,25, товщина 0,5-0,75 мм.
Маса 1000 насінин 0,3-0,4 г.
Цвіте в червні — серпні. Плодоносить в липні — жовтні і зберігають життєздатність в ґрунті до 40 років. В рік достигання має низьку схожість в зв'язку з наявністю періоду спокою, що триває 6-8 місяців

## Біологічні особливості
Найкраща глибина проростання з поверхневих шарів ґрунту (до 3 см). Максимальна плодючість — до 1 млн, 70 тисяч насінин.

### Екологічні умови
Температура проростання — мінімальна +6…+8, оптимальна +26…+36°. Гіпокотиль брудно-малиновий.

## Поширення
Росте на полях, в садах та городах, особливо численна на вологих місцях. Поширена повсюдно, в посівах ярих просапних культур, часто є панівним видом. Злісний бур'ян.